# Cossesseville
Cossesseville ist eine französische Gemeinde mit 105 Einwohnern (Stand: 1. Januar 2022) im Département Calvados in der Region Normandie. Sie gehört zum Arrondissement Caen und zum Kanton Le Hom.

## Geografie
Cossesseville ist an der Orne gelegen und befindet sich rund 16 Kilometer westlich von Falaise. Umgeben wird die Gemeinde von La Pommeraye im Norden und Nordosten, Pierrefitte-en-Cinglais im Osten als auch Südosten, Pont-d’Ouilly im Süden und Südwesten sowie Le Bô in westlicher und nordwestlicher Richtung.

## Bevölkerungsentwicklung
| Jahr                              | 1793 | 1836 | 1876 | 1926 | 1946 | 1968 | 1990 | 1999 | 2019 |
| Einwohner                         | 387  | 329  | 240  | 152  | 139  | 125  | 90   | 88   | 103  |
| Quellen: Cassini, EHESS und INSEE |      |      |      |      |      |      |      |      |      |

## Sehenswürdigkeiten

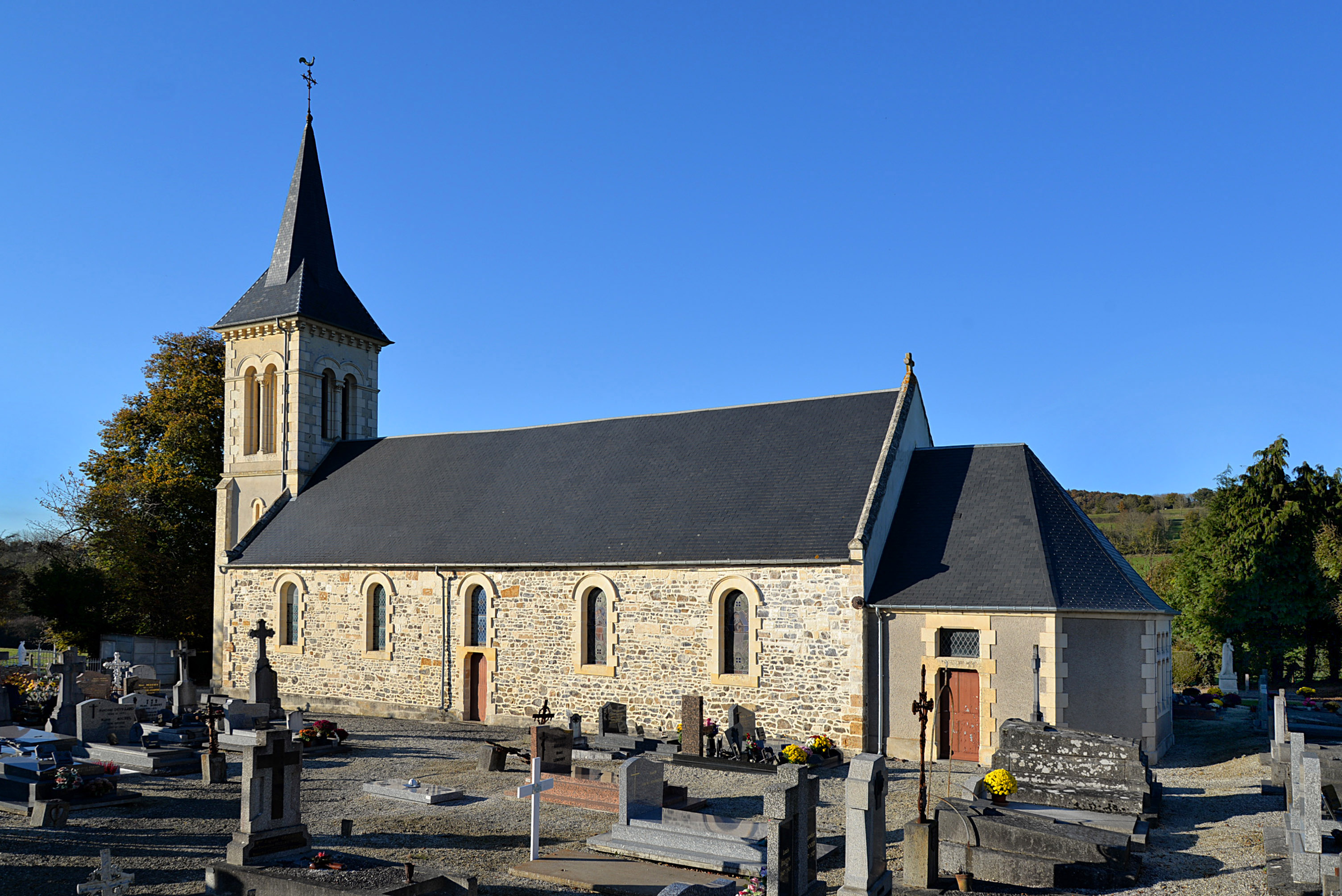
Kirche Saint-Barthélemy

- Kirche Saint-Barthélemy aus dem Jahr 1729, teilweise ergänzt im 19. Jahrhundert